# Winnie (Texas)
Pour les articles homonymes, voir Winnie.
Winnie est une census-designated place située dans le comté de Chambers, dans l’État du Texas, aux États-Unis. Sa population s’élevait à 3 162 habitants lors du recensement de 2020.